# Damernas turnering i volleyboll vid olympiska sommarspelen 1972
Damernas turnering i volleyboll vid olympiska sommarspelen 1972 spelades 27 augusti till 7 september 1972 i München, Västtyskland. I turneringen deltog åtta landslag. Sovjetunionen blev olympiska mästare för andra gången i rad genom att åter vinna över Japan i finalen, denna gång i en tuff femsetare. Turneringen använde ett annat format än tidigare med två grupper istället för en och med efterföljande cupspel för att fördela placeringarna.

## Deltagande lag
| Lag             | Turnering                       | Deltog senast    |
| --------------- | ------------------------------- | ---------------- |
| Tjeckoslovakien | 2:a EM 1971                     | Mexiko City 1968 |
| Nordkorea       | 3:a VM 1970                     | Debut            |
| Sydkorea        | 1:a asiatiskt och oceanskt kval | Mexiko City 1968 |
| Kuba            | 1:a panamerikanska spelen 1971  | Debut            |
| Västtyskland    | Värdland                        | Debut            |
| Japan           | 2:a VM 1970                     | Mexiko City 1968 |
| Ungern          | 4:a VM 1970                     | Debut            |
| Sovjetunionen   | 1:a OS 1968                     | Mexiko City 1968 |

## Första rundan[2]

### Grupp A

#### Resultat
| Datum    | Mellan                       | Resultat | Set   | Set   | Set   | Set  | Set | Poäng totalt | Speltid | Åskådare |
| Datum    | Mellan                       | Resultat | 1     | 2     | 3     | 4    | 5   | Poäng totalt | Speltid | Åskådare |
| -------- | ---------------------------- | -------- | ----- | ----- | ----- | ---- | --- | ------------ | ------- | -------- |
| 27-08-72 | Ungern - Västtyskland        | 3 - 0    | 15:8  | 15:11 | 15:9  |      |     | 45 - 28      | -       | -        |
| 27-08-72 | Sydkorea - Sovjetunionen     | 1 - 3    | 15:11 | 8:15  | 7:15  | 7:15 |     | 37 - 56      | -       | -        |
| 29-08-72 | Ungern - Sydkorea            | 0 - 3    | 7:15  | 13:15 | 11:15 |      |     | 31 - 45      | -       | -        |
| 29-08-72 | Sovjetunionen - Västtyskland | 3 - 0    | 15:5  | 15:7  | 15:9  |      |     | 45 - 30      | -       | -        |
| 31-08-72 | Ungern - Sovjetunionen       | 1 - 3    | 12:15 | 2:15  | 15:13 | 9:15 |     | 38 - 58      | -       | -        |
| 31-08-72 | Sydkorea - Västtyskland      | 3 - 0    | 15:2  | 15:8  | 15:2  |      |     | 45 - 12      | -       | -        |

#### Sluttabell
| Pos | Landslag      | Poäng | Matcher | Matcher | Matcher   | Set   | Set       | Kvot  | Poäng | Poäng     | Kvot  |
| Pos | Landslag      | Poäng | Spelade | Vunna   | Förlorade | Vunna | Förlorade | Kvot  | Vunna | Förlorade | Kvot  |
| --- | ------------- | ----- | ------- | ------- | --------- | ----- | --------- | ----- | ----- | --------- | ----- |
| 1   | Sovjetunionen | 6     | 3       | 3       | 0         | 9     | 2         | 4.500 | 159   | 96        | 1.656 |
| 2   | Sydkorea      | 5     | 3       | 2       | 1         | 7     | 3         | 2.333 | 127   | 99        | 1.282 |
| 3   | Ungern        | 4     | 3       | 1       | 2         | 4     | 6         | 0.666 | 114   | 131       | 0.870 |
| 4   | Västtyskland  | 3     | 3       | 0       | 3         | 0     | 9         | 0.000 | 61    | 135       | 0.451 |

### Grupp B

#### Resultat
| Datum    | Mellan                      | Resultat | Set  | Set   | Set   | Set   | Set | Poäng totalt | Speltid | Åskådare |
| Datum    | Mellan                      | Resultat | 1    | 2     | 3     | 4     | 5   | Poäng totalt | Speltid | Åskådare |
| -------- | --------------------------- | -------- | ---- | ----- | ----- | ----- | --- | ------------ | ------- | -------- |
| 28-08-72 | Kuba - Nordkorea            | 0 - 3    | 1:15 | 8:15  | 3:15  |       |     | 12 - 45      | -       | -        |
| 28-08-72 | Japan - Tjeckoslovakien     | 3 - 0    | 15:1 | 15:7  | 15:9  |       |     | 45 - 17      | -       | -        |
| 30-08-72 | Kuba - Japan                | 0 - 3    | 2:15 | 3:15  | 5:15  |       |     | 10 - 45      | -       | -        |
| 30-08-72 | Tjeckoslovakien - Nordkorea | 0 - 3    | 3:15 | 7:15  | 8:15  |       |     | 18 - 45      | -       | -        |
| 01-09-72 | Kuba - Tjeckoslovakien      | 3 - 1    | 6:15 | 15:12 | 15:10 | 15:13 |     | 51 - 50      | -       | -        |
| 01-09-72 | Japan - Nordkorea           | 3 - 0    | 15:3 | 15:2  | 16:14 |       |     | 46 - 19      | -       | -        |

#### Sluttabell
| Pos | Landslag        | Poäng | Matcher | Matcher | Matcher   | Set   | Set       | Kvot  | Poäng | Poäng     | Kvot  |
| Pos | Landslag        | Poäng | Spelade | Vunna   | Förlorade | Vunna | Förlorade | Kvot  | Vunna | Förlorade | Kvot  |
| --- | --------------- | ----- | ------- | ------- | --------- | ----- | --------- | ----- | ----- | --------- | ----- |
| 1   | Japan           | 6     | 3       | 3       | 0         | 9     | 0         | MAX   | 136   | 56        | 2.428 |
| 2   | Nordkorea       | 5     | 3       | 2       | 1         | 6     | 3         | 2.000 | 119   | 76        | 1.565 |
| 3   | Kuba            | 4     | 3       | 1       | 2         | 3     | 7         | 0.428 | 73    | 140       | 0.521 |
| 4   | Tjeckoslovakien | 3     | 3       | 0       | 3         | 1     | 9         | 0.111 | 85    | 141       | 0.602 |

## Slutspelsrundan[2]

### Finalspel
|  | Semifinaler   | Semifinaler |               |       | Final               | Final               |  |
|  |               |             |               |       |                     |                     |  |
|  | Sydkorea      | 0           |               |       |                     |                     |  |
|  | Sydkorea      | 0           |               |       |                     |                     |  |
|  | Japan         | 3           |               |       |                     |                     |  |
|  | Japan         | 3           |               | Japan | 2                   |                     |  |
|  |               |             |               | Japan | 2                   |                     |  |
|  |               |             | Sovjetunionen | 3     |                     |                     |  |
|  | Sovjetunionen | 3           | Sovjetunionen | 3     |                     |                     |  |
|  | Sovjetunionen | 3           |               |       |                     |                     |  |
|  | Nordkorea     | 1           |               |       | Match om tredjepris | Match om tredjepris |  |
|  | Nordkorea     | 1           |               |       |                     |                     |  |
|  |               |             |               |       |                     |                     |  |
|  |               |             |               |       | Sydkorea            | 0                   |  |
|  |               |             |               |       | Sydkorea            | 0                   |  |
|  |               |             |               |       | Nordkorea           | 3                   |  |

#### Resultat
| Datum    | Mellan                    | Resultat | Set   | Set   | Set   | Set  | Set   | Poäng totalt | Speltid | Åskådare |
| Datum    | Mellan                    | Resultat | 1     | 2     | 3     | 4    | 5     | Poäng totalt | Speltid | Åskådare |
| -------- | ------------------------- | -------- | ----- | ----- | ----- | ---- | ----- | ------------ | ------- | -------- |
| 03-09-72 | Sydkorea - Japan          | 0 - 3    | 3:15  | 5:15  | 9:15  |      |       | 17 - 45      | -       | -        |
| 03-09-72 | Sovjetunionen - Nordkorea | 3 - 1    | 15:10 | 16:14 | 7:15  | 15:8 |       | 53 - 47      | -       | -        |
| 07-09-72 | Sydkorea - Nordkorea      | 0 - 3    | 7:15  | 9:15  | 9:15  |      |       | 25 - 45      | -       | -        |
| 07-09-72 | Japan - Sovjetunionen     | 2 - 3    | 11:15 | 15:4  | 11:15 | 15:9 | 11:15 | 63 - 58      | -       | -        |

### Spel om plats 5-8
|  | Matcher om plats 5-8 | Matcher om plats 5-8 |              |                 | Match om femteplatsen  | Match om femteplatsen  |  |
|  |                      |                      |              |                 |                        |                        |  |
|  | Västtyskland         | 0                    |              |                 |                        |                        |  |
|  | Västtyskland         | 0                    |              |                 |                        |                        |  |
|  | Kuba                 | 3                    |              |                 |                        |                        |  |
|  | Kuba                 | 3                    |              | Tjeckoslovakien | 3                      |                        |  |
|  |                      |                      |              | Tjeckoslovakien | 3                      |                        |  |
|  |                      |                      | Västtyskland | 0               |                        |                        |  |
|  | Ungern               | 3                    | Västtyskland | 0               |                        |                        |  |
|  | Ungern               | 3                    |              |                 |                        |                        |  |
|  | Tjeckoslovakien      | 2                    |              |                 | Match om sjundeplatsen | Match om sjundeplatsen |  |
|  | Tjeckoslovakien      | 2                    |              |                 |                        |                        |  |
|  |                      |                      |              |                 |                        |                        |  |
|  |                      |                      |              |                 | Kuba                   | 2                      |  |
|  |                      |                      |              |                 | Kuba                   | 2                      |  |
|  |                      |                      |              |                 | Ungern                 | 3                      |  |

#### Resultat
| Datum    | Mellan                         | Resultat | Set   | Set   | Set   | Set   | Set   | Poäng totalt | Speltid | Åskådare |
| Datum    | Mellan                         | Resultat | 1     | 2     | 3     | 4     | 5     | Poäng totalt | Speltid | Åskådare |
| -------- | ------------------------------ | -------- | ----- | ----- | ----- | ----- | ----- | ------------ | ------- | -------- |
| 02-09-72 | Västtyskland - Kuba            | 0 - 3    | 11:15 | 13:15 | 15:17 |       |       | 39 - 47      | -       | -        |
| 02-09-72 | Ungern - Tjeckoslovakien       | 3 - 2    | 15:9  | 13:15 | 11:15 | 15:10 | 15:11 | 69 - 60      | -       | -        |
| 07-09-72 | Tjeckoslovakien - Västtyskland | 3 - 0    | 15:13 | 15:4  | 16:14 |       |       | 46 - 31      | -       | -        |
| 07-09-72 | Kuba - Ungern                  | 2 - 3    | 15:13 | 16:14 | 14:16 | 5:15  | 11:15 | 61 - 73      | -       | -        |

## Slutplaceringar
| Pos. | Lag             | Kvalificering |
| ---- | --------------- | ------------- |
|      | Sovjetunionen   | OS 1976       |
|      | Japan           |               |
|      | Nordkorea       |               |
| 4    | Sydkorea        |               |
| 5    | Ungern          |               |
| 6    | Kuba            |               |
| 7    | Tjeckoslovakien |               |
| 8    | Västtyskland    |               |